# Anschlag auf den Schnellzug Straßburg–Paris
Der Anschlag auf den Schnellzug Straßburg-Paris war ein Bombenattentat, das am 18. Juni 1961 auf der Bahnstrecke Paris–Strasbourg bei Blacy (Marne) zwischen Vitry-le-François und Loisy-sur-Marne im Nordosten Frankreichs auf den Train Rapide N° 12 verübt wurde. Die Explosion einer unter dem Gleis angebrachten Sprengladung führte gegen 15:10 Uhr dazu, dass der Zug entgleiste. Dabei kamen 28 Menschen ums Leben, 170 weitere wurden verletzt.
In der Antwort auf eine parlamentarische Anfrage des Senators Jacques Duclos im Dezember 1961 wurde die Terrororganisation Organisation armée secrète (OAS) als Urheber des Anschlags vermutet, unter anderem weil der Bahnhofsvorsteher von Vitry-le-François vor dem Anschlag einen Drohbrief der OAS erhalten hatte. In diesem war angekündigt worden, „demnächst die Gleise in die Luft gehen zu lassen“.
Wenige Tage vor dem Attentat waren die im Mai 1961 begonnenen und von Terroranschlägen in Algerien begleiteten Friedensverhandlungen zum Algerienkrieg auf unbestimmte Zeit ausgesetzt worden. Anfang September 1961 entging Charles de Gaulle nur knapp einem Bombenanschlag der OAS.
Rechtlich wurde die Tat jedoch nicht aufgeklärt, was unter anderem der französische Kassationsgerichtshof in einer Revisionsentscheidung zu einem Entschädigungsprozess 1967 anmerkte.